# Navadna krvenka
Navadna krvenka (znanstveno ime Lythrum salicaria)  je cvetoča rastlina iz družine krvenkovk (Lythraceae). Ta zelnata trajnica je domorodna v Evropi in Aziji. Možno je tudi, da je domorodna v Avstraliji, čeprav to ni povsem potrjeno.

## Etimologija in druga imena
Rodovno ime Lythrum izhaja iz grške besede 'lythron', ki pomeni kri. To se nanaša na rdečo barvo cvetov pri nekaterih vrstah te rastline. Vendar je Plinij (23–79 n. št.) zapisal, da je ime Lythrum povezano z Lizimahom, vojaškim poveljnikom in prijateljem Aleksandra Velikega. Ime Lysimachus izvira iz grških besed lysis (rahljanje) in mache (boj).
Vrstni pridevek salicaria se nanaša na podobnost listov z listi vrbe (vrste iz rodu Salix).

## Opis
Navadna krvenka lahko zraste 1-2 m visoko in tvori klonske kolonije, ki so lahko široke 1,5 m ali več. Te kolonije so sestavljene iz številnih pokončnih stebel, ki rastejo iz ene olesenele koreninske mase. Stebla so rdeče-vijolična in kvadratna v prerezu. Listi so suličasti, dolgi 3-10 cm in široki 5-15 mm. So nasprotno razvrščeni (le spodnji so včasih premenjalni), ozkosuličasti, pri dnu plitvo srčasti, sedeči, celorobi, večinoma goli.
Podolgasta klasasta socvetja z rdeče-vijoličnimi cvetovi premera 10–20 mm. Imajo šest venčnih listov (včasih pet) in so nameščeni v vretencih. Prašnikov je 12, na različno dolgih prašničnih nitih. Obstajajo tri različne vrste cvetov glede na dolžino prašnikov: kratki, srednji ali dolgi. Vsak cvetni tip lahko oprašijo samo cvetovi drugega tipa, ne istega tipa, kar zagotavlja križno opraševanje med različnimi rastlinami. Cvetove obiščejo mnoge vrste žuželk, kar omogoča splošni splošni sindrom opraševanja, kjer različne žuželke prispevajo k opraševanju rastline.
Plod je glavica velika 3-4 mm, ki vsebuje številna drobna semena. Cvetenje traja celo poletje. Ko semena dozorijo, listi pogosto postanejo svetlo rdeči zaradi dehidracije v zgodnji jeseni, pri čemer rdeča barva lahko traja skoraj dva tedna. Odmrla stebla iz prejšnjih rastnih sezon so rjava.
Navadna krvenka je zelo spremenljiva, ki kaže veliko variabilnost v obliki listov in stopnji poraščenosti. Zaradi te variabilnosti je bilo opisanih več podvrst in sort, vendar se zdaj na splošno obravnava kot monotipska vrsta, pri čemer nobena od teh različic ni več obravnavana kot botanično pomembna. Vrsta Lythrum intermedium Ledeb. ex Colla se danes obravnava kot sinonim.

## Distribucija
Navadna krvenka je domorodna v Evropi, zmerni Aziji in severozahodni Afriki. Rastlina se je uspešno razširila in naturalizirala tudi v mnogih zmernih delih sveta, vključno z deli južne Afrike, Severne Amerike in Južne Amerike. Sprva so mislili, da je bila navadna krvenka nedavno vnesena v Avstralijo, vendar so odkrili predkolonialne vzorce cvetnega prahu v Novem Južnem Walesu, kar kaže, da je rastlina morda prispela v Avstralijo na drugačen način. V Avstraliji še niso dokončno rešili tega vprašanja in ga obravnavajo kot nerešenega.

## Ekologija
Raste v različnih vlažnih habitatih. To vključuje odvodne jarke, vlažne travnike in močvirja ter obale jezer. Je pogosta rastlina vlažnih tal, ki raste po vsej Sloveniji.

## Opraševalci in škodljivci
Cvetove oprašujejo žuželke z dolgim jezičkom, vključno s čebelami in metulji.
Številne žuželke uporabljajo navadno krvenko kot vir hrane in se prehranjujejo z različnimi deli rastline.
Črnorobi krvenkin lepenec (Galerucella calmariensis) je rjav hrošč s črno črto na oprsju. Odrasli hrošči se prehranjujejo z listi rastline,  pri čemer naredijo značilne okrogle luknje. Njegove ličinke uničujejo nežne listne popke in odstranjujejo tkivo z listov. Mali krvenkin lepenec (Galerucella pusilla) je skoraj identičen vrsti G. calmariensis, vendar običajno nima črne črte na oprsju. Njegove prehranjevalne navade so zelo podobne drugim listnim hroščem.
Krvenkin rjavi rilčkar (Hylobius transversovittatus) je velik rdeč rilčkar, ki se ponoči prehranjuje z listi in listnimi popki. Ličinke se izvalijo iz jajčec in se takoj zarijejo v korenino rastline. Tam se hranijo neprekinjeno več kot eno leto. Hranjenje ličink povzroči poškodbe korenin, kar zavira rast rastline in njeno sposobnost ustvarjanja semen. Če je v isti korenini več ličink, lahko povzročijo smrt rastline.
Cvetni rilčkar Nanophyes marmoratus je majhen rilčkar, ki odloži eno jajčece v vsak cvet. Ko se ličinke izvalijo, se prehranjujejo z jajčniki cvetov, zaradi česar rastlina ne more ustvariti semen. Ličinke običajno izdolbejo cvetne popke, ki jih nato uporabijo kot varna mesta za preobrazbo v bube.
Gosenice navadnega lubjastega pedica (Ectropis crepuscularia), polifagne vrste pedica, se prav tako prehranjujejo z navadno krvenko.

## Gojenje, uporaba in vpliv
Navadno krvenko so uporabljali kot adstringentno zdravilno zelišče za zdravljenje  diareje in dizenterije. Rastlina se šteje za varno za uporabo pri vseh starostnih skupinah, vključno z dojenčki. Gojijo jo tudi kot okrasno rastlino v vrtovih, marsikje se je razširila kot invazivna vrsta (npr. v ZDA in na Novi Zelandiji). Uspeva na vlažnih, slabo odcednih mestih, kot so močvirja, barja in obrežja vodnih teles, vendar lahko preživi tudi v bolj suhih razmerah. Obstajajo različne sorte, ki so bile izbrane zaradi variacij v barvi cvetov, vključno z:
- 'Atropurpureum' s temno vijoličnimi cvetovi
- 'Brightness' z temno rožnatimi cvetovi
- 'Happy' z rdečimi cvetovi na nizkem steblu, ki doseže višino 60 cm
- 'Purple Spires' z vijoličnimi cvetovi na visokem steblu
- 'Roseum Superbum' z velikimi rožnatimi cvetovi.[21]

Sorti 'Blush' z nežno rožnatimi cvetovi in 'Feuerkerze' z rožnato rdečimi cvetovi sta prejeli nagrado Royal Horticultural Society Award of Garden Merit.
Navadno krvenko so v mnoge dele Severne Amerike prinesli tudi čebelarji zaradi obilice cvetov, ki zagotavljajo pomemben vir nektarja za čebele.

### Kot invazivna vrsta
Navadna krvenka je bil vnesena v zmerne predele Nove Zelandije in Severne Amerike, kjer se je uspešno prilagodila in razširila. Nekatere agencije za nadzor invazivnih vrst so rastlino uradno uvrstile na seznam vrst, ki jih je treba spremljati in nadzorovati zaradi njenega potencialnega vpliva na lokalne ekosisteme. Obsežne rasti navadne krvenke lahko povzročijo redke, vendar pomembne motnje v pretoku vode v rekah in kanalih. Prisotnost lahko vpliva na življenjske cikle različnih organizmov, od vodnih ptic do dvoživk in alg.
Posamezna rastlina lahko proizvede do 2,7 milijona drobnih semen letno. Semena so zelo majhna in jih zlahka prenašata veter in voda, po prezimovanju vzklijejo v vlažnih tleh. Tudi če se rastlina fizično odstrani, lahko ponovno požene iz ostankov korenin. Ko se enkrat ustali na določenem območju, jo je težko in drago odstraniti. Mehanske metode (kot so izkopavanje) in kemične metode (uporaba herbicidov) so lahko zapletene in zahtevajo veliko dela ter sredstev.
Rastline, ki se tržijo pod imenom »šibasta krvenka« (L. virgatum), so dejansko iste vrste kot navadna krvenka kljub drugačnemu imenu. V nekaterih primerih so rastline, ki se prodajajo, sterilne. Sterilne rastline ne proizvajajo semen, kar je zaželeno, saj preprečuje njihovo širjenje in invazivnost.
Navadno krvenko lahko ločimo od podobnih rastlin (npr. ozkolistno ciprje Chamerion angustifolium, modra verbena Verbena hastata, liatris Liatris spp. in Douglasova medvejka (Spiraea douglasii) po steblih, ki so kvadratna v prerezu. Listi so v parih, , ki se izmenjujejo pod pravim kotom in niso nazobčani.

#### Biološki nadzor
Navadna krvenka je primer uspešnega biološkega nadzora škodljivcev. Raziskave so se začele leta 1985. Danes se rastlino uspešno nadzoruje s pomočjo petih vrst hroščev, ki se hranijo z njo in ji lahko povzročijo veliko škodo. Hrošči, ki se uporabljajo kot sredstva za biološko zatiranje, vključujejo dve vrsti listnih hroščev: Galerucella calmariensis in Galerucella pusilla; in tri vrste rilčkarjev: Hylobius transversovittatus, Nanophyes breves in Nanophyes marmoratus. Okužbe z listnimi hrošči iz rodu Galerucella so zelo učinkovite pri uničevanju navadne krvenke, pri čemer odstranijo do 100 % rastlin na območju. Molj Ectropis crepuscularia je polifag in sam škodljivec, zato ni primeren za biološki nadzor.